# 死の棘
『死の棘』（しのとげ）は島尾敏雄の代表作。日本文学大賞、読売文学賞、芸術選奨受賞。夫の不倫を糾弾・尋問し神経が狂ってしまった妻を題材にした私小説で、極限状態で結ばれた夫婦が、断絶の危機に合い、絆を取り戻そうとする様を情感豊かに描く。
1960年（昭和35年）から1976年（昭和51年）まで、『群像』、『文学界』、『新潮』などに短編の形で断続的に連載。1977年（昭和52年）に新潮社より全12章の長編小説として刊行された。なお、長編での第1章「離脱」、第2章「死の棘」まで（「家の中」「家の外で」「離脱」「死の棘」「治療」「ねむりなき睡眠」で編成）を収録した1961年（昭和36年）刊の講談社版、 同じく第3章「崖のふち」、第4章「日は日に」までを収録した1963年（昭和38年）刊の角川文庫版も存在する。全12章版は新潮文庫から刊行されている。
表題は新約聖書『コリントの信徒への手紙一』第15章の第55-58節にある使徒パウロの言葉「『死よ、なんぢの勝は何処にかある。死よ、なんぢの刺は何処にかある』死の刺は罪なり。罪の力は律法なり。（後略）」に由来している。

## 評価・研究
1961年に第11回芸術選奨を受賞するなど多くの讃辞を受けた。
手塚富雄は、「（事件そのものを）全的に受けとめた作者の精神量の大きさ」に立脚する「非私小説」だと論じた。
三島由紀夫は、世俗の実際的解決（妻の発作が酷くなる前に入院させ、いたいけな子供たちを守ること）に背かせるにいたった根本理由がわからないとし、そうした主人公である島尾敏雄という小説家の在り方や「魔的な力」を受け取る「制作の衝動」と、精細に物事を見つめ記述する冷静な目線に注目しつつ、「（主人公は）ファウストのあくなき探究心と、メフィストフェレスの冷酷な客観性とを、一身に具備しようとした存在ではないのか？」とし、「われわれはこれらの世にも怖ろしい作品群から、人間性を救ひ出したらよいのか、それとも芸術を救ひ出したらよいのか？　私小説とはこのやうな絶望的な問ひかけを誘ひ出す厄介な存在であることを、これほど明らかに証明した作品はあるまい」と論じた。

## 「死の棘」日記
文芸誌『新潮』に1999年（平成11年）新年号から12月号にかけて1955年（昭和30年）1月1日 - 12月31日分が連載。2002年（平成14年）4月号に1954年（昭和29年）9月30日 - 12月31日分が掲載され、2005年（平成17年）に新潮社より刊行された。
小説『死の棘』全編および病妻記諸編に対応する時期の克明な記録。

## 映画
上記を1990年（平成2年）に映画化。

### 受賞
- カンヌ国際映画祭 審査員グランプリ
- 第14回日本アカデミー賞最優秀主演男優賞・最優秀主演女優賞・最優秀撮影賞・最優秀照明賞・最優秀録音賞[6]
- 第3回日刊スポーツ映画大賞・石原裕次郎賞主演女優賞
- 第64回キネマ旬報ベスト・テン主演男優賞・主演女優賞
- 第33回ブルーリボン賞主演女優賞
- 第15回報知映画賞主演女優賞
- 第45回毎日映画コンクール日本映画優秀賞

### キャスト
- ミホ：松坂慶子
- トシオ：岸部一徳
- 邦子：木内みどり
- 伸一：松村武典
- マヤ：近森有莉
- おじ：山内明
- おば：中村美代子
- ススム：平田満
- 床屋：浜村純、小林トシ江
- 医師：嵐圭史
- 八百屋：白川和子
- 教師：安藤一夫
- 離れの娘：吉宮君子
- 雑貨屋：野村昭子

### ストーリー
太平洋戦争末期、特別攻撃隊として駐屯していたトシオは、島の娘ミホと恋におちた。出撃の時は訪れぬまま終戦を迎え、やがて2人は夫婦となったが、子どもが生まれて平凡な毎日を送っていた中、トシオの浮気が発覚する。